# Burmarsh
Burmarsh es una parroquia civil y un pueblo del distrito de Folkestone and Hythe, en el condado de Kent (Inglaterra).

## Geografía
Según la Oficina Nacional de Estadística británica, Burmarsh tiene una superficie de 17,24 km².

## Demografía
Según el censo de 2001, Burmarsh tenía 358 habitantes (50% varones, 50% mujeres) y una densidad de población de 20,77 hab/km². El 19,83% eran menores de 16 años, el 77,09% tenían entre 16 y 74 y el 3,07% eran mayores de 74. La media de edad era de 38,53 años. Del total de habitantes con 16 o más años, el 20,21% estaban solteros, el 64,46% casados y el 15,33% divorciados o viudos.
El 98,31% de los habitantes eran originarios del Reino Unido y el 1,69% de cualquier otro lugar salvo del resto de países europeos. Según su grupo étnico, el 97,78% eran blancos, el 1,39% mestizos y el 0,83% asiáticos. El cristianismo era profesado por el 77,03% y el islam por el 0,84%, mientras que el 12,04% no eran religiosos y el 10,08% no marcaron ninguna opción en el censo.
186 habitantes eran económicamente activos, 172 de ellos (92,47%) empleados y 14 (7,53%) desempleados. Había 131 hogares con residentes y ninguno vacío.